# Anders Johan Lexell
Anders Johan Lexell   (Turku, 24 de desembre de 1740 - Sant Petersburg, 11 de desembre de 1784) va ser un astrònom, matemàtic i físic fino-suec. Va passar la major part de la seva vida adulta a Rússia on és conegut com a Andrei Ivanovitx Leksel (Андрей Иванович Лексель).

## Vida i obra
Lexell va néixer a Åbo, Regne de Suècia (actualment Turku, Finlandia), fill d'un orfebre molt introduït en la política local. Va estudiar a la Reial Acadèmia d'Åbo (Kungliga Akademien o Regia Academia Aboensis), llavor de l'actual universitat de Hèlsinki, en la qual es va graduar el 1760.
Els anys següents va ser professor de matemàtiques a l'Escola Naval d'Uppsala, fins que el 1763 va retornar a Åbo per fer de professor a la Reial Acadèmia. Malgrat aquest nomenament, i no veient un futur clar pel seu progrés acadèmic, va començar a buscar altres alternatives mirant cap a l'Est.
El 1768 va marxar a Sant Petersburg per treballar a l'Acadèmia de Ciències, on va esdevenir un dels col·laboradors més actius de Leonhard Euler. Els anys 1780-1781 va fer un llarg viatge d'estudis que el va portar a París, Berlín i Londres entre d'altres capitals europees i a través del qual va establir contactes amb tots els grans matemàtics i astrònoms de la seva època.
Lexell va fer aportacions notables en els camps de l'anàlisi matemàtica, la geometria i la mecànica. El 1772 va publicar un estudi sobre l'òrbita del cometa D/1770 L1, descobert per Charles Messier el 1770, motiu pel qual el cometa va rebre el seu cognom. També va comprovar matemàticament que l'objecte Urà, descobert per Herschel el 1781, rotava entorn del Sol i, per tant, era un nou planeta. Va contribuir al desenvolupament de la trigonometria esfèrica i a l'estudi de la paral·laxi diürna. Va ser donat el seu nom a un teorema de triangles esfèrics.
Leonhard Euler va valorar molt l'obra de Lexell. Daniel Bernoulli també ho va fer en una carta adreçada a Johann Euler. En morir Euler el 1783 va ser nomenat el seu successor però, malauradament només el va sobreviure poc més d'un any. Va ser enterrat al cementiri Smolensk de Sant Petersburg, però la seva tomba no ha sobreviscut al pas dels anys.
Lexell no es va casar mai. L'asteoride 2004 Lexell rep el seu nom així com un cràter de la Lluna (cràter Lexell).